# Lekkoatletyka na Igrzyskach Wspólnoty Narodów 2014
Zawody lekkoatletyczne na Igrzyskach Wspólnoty Narodów 2014 rozegrane zostały w dniach 27 lipca – 2 sierpnia 2014 roku na stadionie Hampden Park w Glasgow, które było organizatorem tych igrzysk. Była to dwudziesta edycja zawodów lekkoatletycznych w historii igrzysk. Przeprowadzono zawody w 50 konkurencjach. W klasyfikacji medalowej zwyciężyła reprezentacja Kenii, zaś w rywalizacji punktowej – reprezentacja Anglii.

## Rezultaty
| CR – rekord igrzysk \| NR – rekord kraju \| AR – rekord kontynentu |
| PB – rekord życiowy                                                |

### Mężczyźni
| Konkurencja                               | Złoto | Rezultat   | Srebro | Rezultat  | Brąz                                                                                                   | Rezultat     |
| Bieg na 100 m (szczegóły)                 | Kemar Bailey-Cole | 10,00      | Adam Gemili | 10,10     | Nickel Ashmeade                                                                                        | 10,12        |
| Bieg na 100 m T37 (szczegóły)             | Fanie van der Merwe | 11,65      | Charl Du Toit | 11,89     | Rhys Jones                                                                                             | 12,04        |
| Bieg na 200 m (szczegóły)                 | Rasheed Dwyer | 20,14      | Warren Weir | 20,26     | Jason Livermore                                                                                        | 20,32        |
| Bieg na 400 m (szczegóły)                 | Kirani James | 44,24      | Wayde van Niekerk | 44,68     | Lalonde Gordon                                                                                         | 44,78        |
| Bieg na 800 m (szczegóły)                 | Nijel Amos | 1:45,18    | David Rudisha | 1:45,48   | André Olivier                                                                                          | 1:46,03      |
| Bieg na 1500 m (szczegóły)                | James Magut | 3:39,31    | Ronald Kwemoi | 3:39,53   | Nick Willis                                                                                            | 3:39,60      |
| Bieg na 1500 m T54 (szczegóły)            | David Weir | 3:21,67    | Kurt Fearnley | 3:23,08   | Alex Dupont                                                                                            | 3:23,26      |
| Bieg na 5000 m (szczegóły)                | Caleb Mwangangi Ndiku | 13:12,07   | Isiah Kiplangat Koech | 13:14,06  | Zane Robertson                                                                                         | 13:16,52     |
| Bieg na 10 000 m (szczegóły)              | Moses Kipsiro | 27:56,11   | Josphat Kipkoech Bett | 27:56,14  | Cameron Levins                                                                                         | 27:56,23     |
| Bieg na 110 m przez płotki (szczegóły)    | Andrew Riley | 13,32      | William Sharman | 13,36     | Shane Brathwaite                                                                                       | 13,49        |
| Bieg na 400 m przez płotki (szczegóły)    | Cornel Fredericks | 48,50      | Jehue Gordon | 48,75     | Jeffery Gibson                                                                                         | 48,78 NR     |
| Bieg na 3000 m z przeszkodami (szczegóły) | Jonathan Muia Ndiku | 8:10,44    | Jairus Kipchoge | 8:12,68   | Ezekiel Kemboi                                                                                         | 8:19,73      |
| Sztafeta 4 × 100 m (szczegóły)            | Jamajka · Jason Livermore · Kemar Bailey-Cole · Nickel Ashmeade · Usain Bolt · Kimmari Roach (elim.) · Julian Forte (elim.) | 37,58 WL   | Anglia · Adam Gemili · Harry Aikines-Aryeetey · Richard Kilty · Daniel Talbot · James Ellington (elim.) · Andrew Robertson (elim.) | 38,02     | Trynidad i Tobago · Keston Bledman · Marc Burns · Rondel Sorrillo · Richard Thompson                   | 38,10        |
| Sztafeta 4 × 400 m (szczegóły)            | Anglia · Conrad Williams · Michael Bingham · Daniel Awde · Matthew Hudson-Smith · Nigel Levine (elim.)                      | 3:00,46    | Bahamy · LaToy Williams · Michael Mathieu · Alonzo Russell · Chris Brown · Andretti Bain (elim.)                                   | 3:00,51   | Trynidad i Tobago · Lalonde Gordon · Jarrin Solomon · Renny Quow · Zwede Hewitt · Jehue Gordon (elim.) | 3:01,51      |
| Maraton (szczegóły)                       | Michael Shelley | 2:11:15 PB | Stephen Chemlany | 2:11:58   | Abraham Kiplimo                                                                                        | 2:12:23      |
| Skok wzwyż (szczegóły)                    | Derek Drouin | 2,31       | Kiriakos Joanu | 2,28      | Michael Mason                                                                                          | 2,25         |
| Skok o tyczce (szczegóły)                 | Steven Lewis | 5,55       | Luke Cutts | 5,55      | Shawnacy Barber                                                                                        | 5,45         |
| Skok w dal (szczegóły)                    | Greg Rutherford | 8,20       | Zarck Visser | 8,12      | Rushwal Samaai                                                                                         | 8,08         |
| Trójskok (szczegóły)                      | Godfrey Khotso Mokoena | 17,20      | Tosin Oke | 16,84     | Arpinder Singh                                                                                         | 16,63        |
| Pchnięcie kulą (szczegóły)                | O’Dayne Richards | 21,61 NR   | Tomas Walsh | 21,19     | Tim Nedow                                                                                              | 20,59        |
| Rzut dyskiem (szczegóły)                  | Vikas Gowda | 63,64      | Apostolos Parelis | 63,32     | Jason Morgan                                                                                           | 62,34        |
| Rzut dyskiem F42/44 (szczegóły)           | Dan Greaves | 59,21      | Aled Davies | 46,83     | Richard Okigbazi                                                                                       | 39,38        |
| Rzut młotem (szczegóły)                   | James Steacy | 74,16      | Nick Miller | 72,99     | Mark Dry                                                                                               | 71,64        |
| Rzut oszczepem (szczegóły)                | Julius Yego | 83,87      | Keshorn Walcott | 82,67     | Hamish Peacock                                                                                         | 81,75        |
| Dziesięciobój (szczegóły)                 | Damian Warner | 8282 pkt.  | Ashley Bryant | 8109 pkt. | Kurt Felix                                                                                             | 8070 pkt. NR |

### Kobiety
| Konkurencja                               | Złoto | Rezultat  | Srebro | Rezultat  | Brąz | Rezultat     |
| Bieg na 100 m (szczegóły)                 | Blessing Okagbare | 10,85     | Veronica Campbell-Brown                                                                                                | 11,03     | Kerron Stewart | 11,07        |
| Bieg na 100 m T12 (szczegóły)             | Libby Clegg | 12,20     | Maria Muchavo | 13,33     | Lahja Ishitile | 13,48        |
| Bieg na 200 m (szczegóły)                 | Blessing Okagbare | 22,25     | Jodie Williams | 22,50 PB  | Bianca Williams | 22,58 PB     |
| Bieg na 400 m (szczegóły)                 | Stephenie Ann McPherson | 50,67     | Novlene Williams-Mills                                                                                                 | 50,86     | Christine Day | 51,09        |
| Bieg na 800 m (szczegóły)                 | Eunice Sum | 2:00,31   | Lynsey Sharp | 2:01,34   | Winnie Nanyondo | 2:01,38      |
| Bieg na 1500 m (szczegóły)                | Faith Kipyegon | 4:08,94   | Laura Weightman | 4:09,24   | Kate Van Buskirk | 4:09,41      |
| Bieg na 1500 m T54 (szczegóły)            | Angie Ballard | 3:59,20   | Diane Roy | 3:59,55   | Jade Jones | 4:00,19      |
| Bieg na 5000 m (szczegóły)                | Mercy Cherono | 15:07,21  | Janet Kisa | 15:08,90  | Joanne Pavey | 15:08,96     |
| Bieg na 10 000 m (szczegóły)              | Joyce Chepkirui | 32:09,35  | Florence Jebet Kiplagat                                                                                                | 32:09,48  | Emily Chebet | 32:10,82     |
| Bieg na 100 m przez płotki (szczegóły)    | Sally Pearson | 12,67     | Tiffany Porter | 12,80     | Angela Whyte | 13,02        |
| Bieg na 400 m przez płotki (szczegóły)    | Kaliese Spencer | 54,10     | Eilidh Child | 55,02     | Janieve Russell | 55,64        |
| Bieg na 3000 m z przeszkodami (szczegóły) | Purity Cherotich Kirui | 9:30,96   | Milcah Chemos Cheywa                                                                                                   | 9:31,30   | Joan Rotich | 9:33,34 PB   |
| Sztafeta 4 × 100 m (szczegóły)            | Jamajka · Kerron Stewart · Veronica Campbell-Brown · Schillonie Calvert · Shelly-Ann Fraser-Pryce · Elaine Thompson (elim.)                         | 41,83 WL  | Nigeria · Gloria Asumnu · Blessing Okagbare · Dominique Duncan · Lawretta Uzor · Patience Okon (elim.)                 | 42,92     | Anglia · Asha Philip · Bianca Williams · Jodie Williams · Ashlee Nelson · Anyika Onuora (elim.) · Louise Bloor (elim.)   | 43,10        |
| Sztafeta 4 × 400 m (szczegóły)            | Jamajka · Christine Day · Novlene Williams-Mills · Anastasia Le-Roy · Stephenie Ann McPherson · Janieve Russell (elim.) · Shericka Williams (elim.) | 3:23,82   | Nigeria · Patience Okon · Regina George · Ada Benjamin · Sade Abugan · Funke Oladoye (elim.) · Omolara Omotoso (elim.) | 3:24,71   | Anglia · Christine Ohuruogu · Shana Cox · Kelly Massey · Anyika Onuora · Emily Diamond (elim.) · Margaret Adeoye (elim.) | 3:27,24      |
| Maraton (szczegóły)                       | Philomena Cheyech | 2:26:45   | Caroline Kilel | 2:27:10   | Jessica Trengove | 2:30:12 PB   |
| Skok wzwyż (szczegóły)                    | Eleanor Patterson | 1,94 =WJL | Isobel Pooley | 1,92 PB   | Levern Spencer | 1,92         |
| Skok o tyczce (szczegóły)                 | Alana Boyd | 4,50      | Sally Peake | 4,25      | Alysha Newman Sally Scott                                                                                                | 3,80         |
| Skok w dal (szczegóły)                    | Ese Brume | 6,56      | Jazmin Sawyers | 6,54      | Christabel Nettey | 6,49         |
| Skok w dal F37/38 (szczegóły)             | Jodi Elkington | 4,39      | Bethy Woodward | 4,00      | Johanna Benson | 3,82         |
| Trójskok (szczegóły)                      | Kimberly Williams | 14,21     | Laura Samuel | 14,09 PB  | Ayanna Alexander | 14,01        |
| Pchnięcie kulą (szczegóły)                | Valerie Adams | 19,88     | Cleopatra Borel-Brown                                                                                                  | 18,57     | Julie Labonté | 17,58        |
| Rzut dyskiem (szczegóły)                  | Dani Samuels | 64,88     | Seema Antil | 61,61     | Jade Lally | 60,48        |
| Rzut młotem (szczegóły)                   | Sultana Frizell | 71,97     | Julia Ratcliffe | 69,96     | Sophie Hitchon | 68,72        |
| Rzut oszczepem (szczegóły)                | Kimberley Mickle | 65,96     | Sunette Viljoen | 63,19     | Kelsey-Lee Roberts | 62,95        |
| Siedmiobój (szczegóły)                    | Brianne Theisen-Eaton | 6597 pkt. | Jessica Zelinka | 6270 pkt. | Jessica Taylor | 5826 pkt. PB |

## Klasyfikacja medalowa

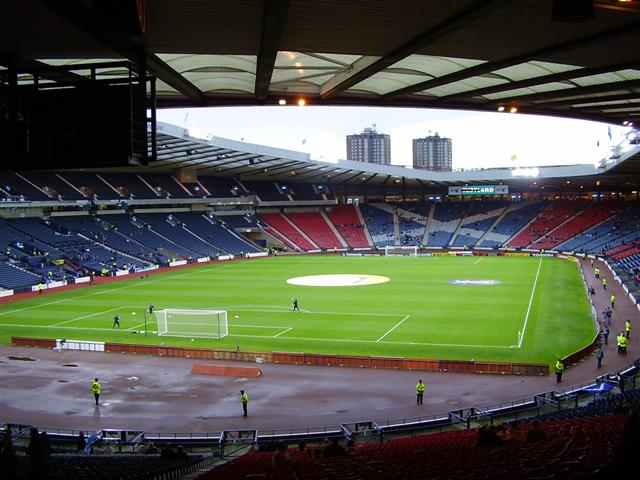
Stadion Hampden Park w Glasgow

| Miejsce | Państwo           | Złoto | Srebro | Brąz | Razem |
| ------- | ----------------- | ----- | ------ | ---- | ----- |
| 1.      | Kenia             | 10    | 10     | 3    | 23    |
| 2.      | Jamajka           | 10    | 3      | 6    | 19    |
| 3.      | Australia         | 8     | 1      | 3    | 12    |
| 4.      | Anglia            | 5     | 13     | 9    | 27    |
| 5.      | Kanada            | 5     | 2      | 10   | 17    |
| 6.      | Południowa Afryka | 3     | 4      | 2    | 9     |
| 7.      | Nigeria           | 3     | 3      | 1    | 7     |
| 8.      | Nowa Zelandia     | 1     | 2      | 2    | 5     |
| 9.      | Szkocja           | 1     | 2      | 1    | 4     |
| 10.     | Indie             | 1     | 1      | 1    | 3     |
| 11.     | Uganda            | 1     | 0      | 2    | 3     |
| 12.     | Grenada           | 1     | 0      | 1    | 2     |
| 13.     | Botswana          | 1     | 0      | 0    | 1     |
| 14.     | Trynidad i Tobago | 0     | 3      | 4    | 7     |
| 15.     | Walia             | 0     | 2      | 1    | 3     |
| 16.     | Cypr              | 0     | 2      | 0    | 2     |
| 17.     | Bahamy            | 0     | 1      | 1    | 2     |
| 18.     | Mozambik          | 0     | 1      | 0    | 1     |
| 19.     | Namibia           | 0     | 0      | 2    | 2     |
| 20.     | Barbados          | 0     | 0      | 1    | 1     |
| 20.     | Saint Lucia       | 0     | 0      | 1    | 1     |
| Razem   | Razem             | 50    | 50     | 51   | 151   |